# Пиринска лазаркиня
Пиринската лазаркиня (Asperula suberosa Sibth. & Sm., Asperula aristata var. pirinica (Stoj. & Acht.) Ancev3) е многогодишно тревисто растение от семейство Брошови (Rubiaceae). То е балкански ендемит и терциерен реликт. Вписано е в Червената книга на България и в Закона за биологичното разнообразие като критично застрашен вид.

## Описание
Пиринската лазаркиня е многогодишно тревисто растение. Стъблата ѝ, (3)5 – 15 cm високи, са късо влакнести. Листата са в прешлени по 4, тясноланцетни до линейни, с хиалинен връх и подвити ръбове. Цветовете са в рехаво метличесто съцветие. Венчето е пурпурно или червеникаво, тяснофуниевидно, с къси дялове с клиновидни придатъци. Плодът е сух, от 2 бъбрековидни орехчета.
Пиринската лазаркиня цъфти през юли – август и плодоноси от август до октомври. Опрашва се от насекоми, а се размножава със семена, които се разпространяват барохорно, по-рядко мирмекохорно.

## Разпространение
Среща се в Южна България и в Северна Гърция. В България вирее в северните части на Пирин, във високопланинския пояс, на надморска височина от 2000 докъм 2900 m, по варовити скалисти склонове и каменисти поляни, на плитки и ерозирани хумусно-карбонатни почви. Популациите са разкъсани, на малка площ и с ниска численост.

## Застрашеност
Популациите от пиринска лазаркиня са застрашени от многобройните туристи и движението им извън обозначените пътеки, което води до влошаване на условията в местообитанията на този критично застрашен вид и нарушаване на естественото възобновяване на популациите му. Ерозионните процеси и природните бедствия са друг фактор за стесняване на видовия ареал.

## Опазване
За да бъде опазена, пиринската лазаркиня е вписана в Червената книга на България и е обявена за защитен вид съгласно Закона за биологичното разнообразие. Находищата ѝ са в границите на националния парк „Пирин“ и в резервата „Баюви дупки – Джинджирица“ и са в защитена зона от Европейската екологична мрежа „Натура 2000“ в България.
Необходим е мониторинг на състоянието на популациите, за да се оптимизира режимът за охрана, и ограничаване на движението на туристи извън означените маршрути.